# Distrito de Palwal
Palwal (en hindi: पलवल जिला) es un distrito de India en el estado de Haryana. Código ISO: IN.HR.PW.
Comprende una superficie de 1 875 km².
El centro administrativo es la ciudad de Palwal.

## Demografía
Según censo 2011 contaba con una población total de 1 040 493 habitantes.